# Transdermales Pflaster

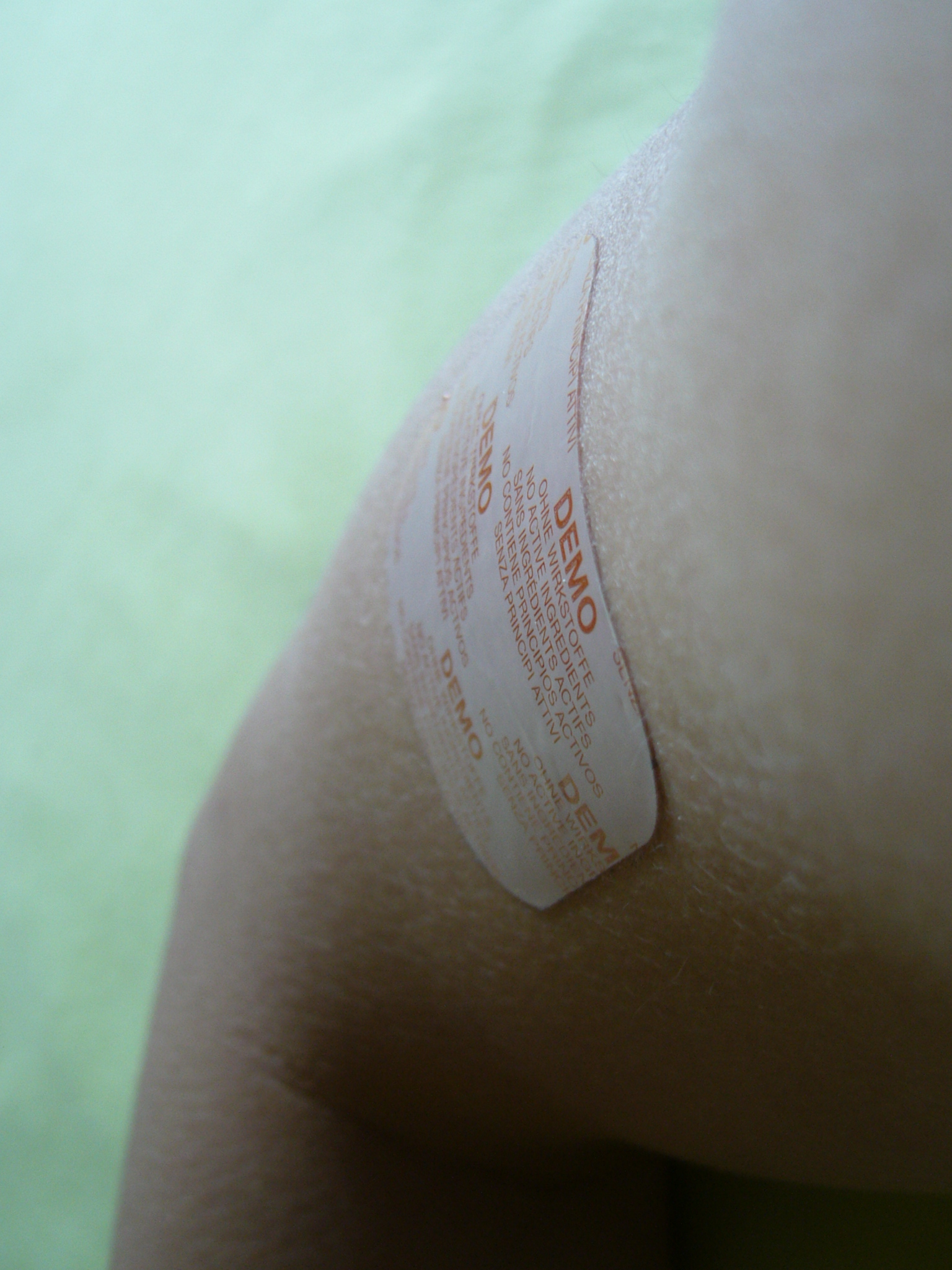
Verhütungspflaster für Demonstrationszwecke ohne Wirkstoff

Ein transdermales Pflaster ist eine Darreichungsform für die systemische Verabreichung von Arzneistoffen in Pflasterform. Es wird auf die Haut geklebt und setzt den Wirkstoff kontrolliert frei, welcher dann über die Haut resorbiert wird. Der Wirkstoff gelangt in das Blutgefäßsystem, ohne vorzeitig im Magen-Darm-Trakt oder der Leber abgebaut zu werden. Transdermale Pflaster wurden erstmals Ende der 1960er Jahre von Alejandro Zaffaroni entwickelt.
Als Synonym wird auch der Begriff Transdermales therapeutisches System (TTS) oder Transdermal Drug Delivery System (TDDS) verwendet, der jedoch mit dem Aufkommen von technologischen Weiterentwicklungen solchen transdermalen Darreichungsformen vorbehalten ist, die den Wirkstoff aktiv freisetzen, d. h. durch die Einwirkung äußerer Kräfte (etwa Strom, Ultraschall, chemische Reaktion). Transdermale Pflaster setzen den Wirkstoff hingegen passiv über einen längeren Zeitraum frei und sind zum Aufkleben auf die unversehrte Haut vorgesehen.
Transdermale Pflaster sind weiterhin abzugrenzen von örtlich (topisch) wirksamen Pflastern (vgl. Artikel Arzneipflaster).

## Anwendungsgebiete
Transdermale Pflaster werden seit über zwanzig Jahren in verschiedenen Anwendungsgebieten eingesetzt.
Besonders bekannt ist die Verabreichung von Nikotin mittels eines Nikotinpflasters, das Rauchern bei der Entwöhnung helfen soll.
Weiterhin ist auch die transdermale Verabreichung bestimmter Hormone möglich (siehe Hormonpflaster). So gibt es transdermale Pflaster für Estrogene bzw. Estrogen/Gestagen-Kombinationen – wie sie zur Hormonersatztherapie bei klimakterischen Beschwerden oder zur Empfängnisverhütung verwendet werden – oder auch für Testosteron.
Weitere Arzneistoffe, die sich transdermal verabreichen lassen sind beispielsweise Scopolamin (gegen Reisekrankheit), Nitroglycerin (zur Vorbeugung vor Angina pectoris und Herzinfarkt), Clonidin (zur Behandlung des Bluthochdrucks), die Opioide Fentanyl und Buprenorphin (zur Behandlung schwerer Schmerzen), Rotigotin (zur Behandlung der Parkinson-Krankheit) sowie Rivastigmin (zur Behandlung der Alzheimer-Krankheit).

## Technische Aspekte
Allen Systemen eigen ist die Deckfolie (backing layer), welche das Pflaster und seinen Inhalt nach außen schützt und gegebenenfalls mit Informationen bedruckt ist. Zur Hautseite hin ist es mit einer Abziehfolie versehen (release liner), die die klebrige Pflasterseite abdeckt.
Die Abziehfolie wird vor dem Aufkleben des Pflasters entfernt und ist zwecks leichteren Ablösens oftmals silikonisiert.
Hinsichtlich der Technik der kontrollierten Wirkstoffabgabe aus dem Pflaster unterscheidet man:
- Matrix-Pflaster: der Wirkstoff ist in einer aus einer oder mehreren Schichten bestehenden Matrix enthalten, die mit Hilfe einer Kleberschicht direkt auf der Haut aufliegt. Die Diffusionsgeschwindigkeit des Wirkstoffes aus der Matrix heraus bestimmt die Resorptionsgeschwindigkeit. In Sonderfällen kann es zwischen Matrix und Klebeschicht eine zusätzliche Membran geben, welche den Wirkstofffluss steuert.

- Membran-Pflaster (auch Depot-Pflaster genannt): unter einer Trägerfolie liegt ein Reservoir des Wirkstoffs, der aus dem Reservoir kontrolliert durch eine poröse Membran in die Haut abgegeben wird.

Damit die Wirkstofffreisetzung durch das therapeutische System gesteuert werden kann, muss die Resorption durch die Haut rascher verlaufen als die Wirkstoffabgabe durch die Pflastermembran oder aus der Matrix heraus.
Falls erforderlich können Resorptionsbeschleuniger in das Pflaster eingebracht werden, die die Hautpassage beschleunigen. Als Beispiele sind Sulfoxide und Harnstoff zu nennen.
Bei den vorstehend genannten Pflastertypen diffundiert der Wirkstoff durch die Haut und gelangt über die hautnahen Blutgefäße in den Blutkreislauf. Bei der Diffusion handelt es sich um einen passiven Vorgang. Dabei dringen die Wirkstoffe nur in geringem Maße durch Poren und Haarfollikel in die Haut ein, sondern meist durch mikroskopisch kleine Zellzwischenräume oder durch die Zellen selbst. Dies setzt eine ausreichende Lipophilie (Fettlöslichkeit) der Wirkstoffe voraus.
Weiterentwicklungen sind aktive transdermale Systeme, welche iontophoretische oder sonophoretische Methoden benutzen sowie Systeme mit Mikrokanülen oder Nadel.
Letztere durchdringen die oberen Schichten der Haut und gelangen direkt an ihren Wirkungsort oder in die äußeren Blutgefäße.
Iontophoretische Systeme hingegen stellen eine nichtinvasive Technik dar; sie legen ein schwaches elektrisches Feld an, um den Arzneistoff durch die Haut zu schleusen. Ein Beispiel für ein iontophoretisch arbeitendes transdermales Pflaster ist ein System mit Fentanyl, das auf Knopfdruck seitens des Patienten eine Dosis von 40 Mikrogramm frei setzt (IONSYS, nicht mehr im Markt).
Für die transdermale Applikation eignen sich generell nur Wirkstoffe mit einer relativ geringen Molekülgröße, die überdies bereits in recht kleinen Dosierungen wirksam sind (hochpotente Arzneistoffe). Bei einem hoch zu dosierenden Arzneistoff wie beispielsweise Acetylsalicylsäure müsste das Pflaster einen großen Teil der Körperoberfläche eines Menschen ausmachen, um den Wirkstoff einer Tablette aufzunehmen. Große Moleküle wie etwa Peptide, insbesondere Insulin oder Impfstoffe können bislang nicht über ein Pflaster appliziert werden.
Dies könnte allerdings durch alternative, in der Erforschung befindliche Pflaster mit tausenden von Mikrokanülen, die in die Haut eindringen sollen, mit aktiven iontophoretischen Systemen, durch die Anwendung von Ultraschall oder mit Nanoemulsionen oder -partikeln möglich sein.
Eine Neuentwicklung wird die Impfung über das transdermale System sein.

## Vor- und Nachteile des Pflasters
Der wesentliche Vorteil der Applikation von Wirkstoffen mittels transdermaler Pflaster liegt darin, dass ein Pflaster oft erst nach mehreren Tagen gewechselt werden muss. Ein Großteil der Pflaster wird über einen Zeitraum von drei Tagen getragen. Ab dieser Zeitspanne kann sich das Mikroklima der Haut unterhalb des Pflasters ungünstig ändern und die Nachteile dieser Applikation überwiegen zu herkömmlichen Darreichungsformen. Ausnahmen zu diesem Drei-Tage-Wechsel sind Hormonpflaster zur Verhütung, welche sieben Tage lang getragen werden.
Nach der Einmalgabe oraler nicht retardierter oder auch sublingualer Darreichungsformen kommt es nur für kürzere Zeiträume von 4–16 Stunden zu ausreichend hohen Wirkspiegeln. Auch werden manche Wirkstoffe durch die Magen- und Darmflüssigkeiten, sowie nach der Aufnahme im Darm durch den Lebermetabolismus teilweise abgebaut (First-Pass-Effekt), weswegen nur bei höherer Wirkstoffdosis ähnliche Arzneistoffspiegel wie beim Pflaster erreicht werden.
Nach transdermaler Verabreichung hingegen gelangen hautgängige Wirkstoffe ohne weitere Veränderungen direkt (oder über das Depotgewebe Fett nach einigen Stunden) in den Blutkreislauf. Die Abgabe kann nur langsam gesteuert werden, sodass Dosisanpassungen bei schnell veränderlichen Krankheitsgeschehen (z. B. Durchbruchschmerzen) schlecht möglich sind. Hier wird die Therapie im Regelfall durch sublinguale, buccale oder orale Arzneiformen mit schnellem Wirkungseintritt ergänzt.
Transdermale Pflaster weisen einen verzögerten Wirkungseintritt auf. Die angestrebten Plasmaspiegel werden in der Regel erst nach 5 bis 6 Halbwertszeiten des jeweiligen Wirkstoffs erreicht. Somit sind transdermale Pflaster nicht für die Akuttherapie geeignet. Der Wirkstoff wird nur mit konstanter Geschwindigkeit abgeben, solange der Konzentrationsgradient zwischen Pflasterreservoir und Haut ausreichend hoch ist. Sie können nur solange genutzt werden, wie die Freisetzungskinetik nach annähernd nullter Ordnung vorliegt, sich also die Freisetzungsrate nicht wesentlich verringert. Aus diesem Grund müssen die Pflaster vom Applikationsort entfernt werden, obwohl noch ein erheblicher Teil des Wirkstoffs ungenutzt im Pflaster vorliegt. Die Entsorgung ist hier vor allem bei Schmerzpflastern mit Betäubungsmitteln problematisch, weil die Restmenge durchaus in der Lage ist, bei opiatnaiven Personen den Tod durch Atemdepression herbeizuführen. Diesem Effekt wird durch sogenannte Multilayersysteme entgegengewirkt. Bei dieser Form der Matrix-Pflaster nimmt die Konzentration des Wirkstoffes nach außen hin zu, eine rapide Abnahme der Konzentration in der hautnahen Schicht und damit eine potentiell geringere Wirksamkeit soll dadurch verhindert werden. Die Wirkung dauert nach Ablösen des Pflasters noch an, da sich im subkutanen Fettgewebe ein Arzneistoffdepot aufbaut.
Eine potentielle Gefahr von sogenannten Depotpflastern ist die sogenannte Sturzentleerung (engl. dose dumping), die bei mechanischer Zerstörung des Systems eine schlagartige Freigabe des gesamten (flüssigen) Wirkstoffreservoirs bewirken kann. Dieser Gefahr wurde durch die Weiterentwicklung der Matrixpflaster entgegengewirkt, die den Wirkstoff gebunden in der Matrix vorliegen haben. Ein Zerschneiden von transdermalen Matrix-Pflastern zur Dosisanpassung ist möglich, sollte aber von geschultem Personal durchgeführt werden, da Fehldosierungen auftreten können.
Transdermale Pflaster sind meist deutlich kostenintensiver als retardierte orale Arzneiformen.

## Wirkstofffreisetzung aus transdermalen Pflastern
Um Wirksamkeit und Sicherheit der Arzneiformulierung zu gewährleisten, sieht das Arzneibuch die Prüfung der  Wirkstofffreisetzung vor, die innerhalb der für das Präparat spezifizierten Grenzen liegen muss. Die Grenzwerte werden in der pharmazeutischen Entwicklung ermittelt und festgelegt; sie stellen sicher, dass einerseits die für die therapeutische Wirksamkeit erforderliche Freisetzungsgeschwindigkeit erreicht wird, andererseits keine toxisch wirkenden Wirkstoffmengen aus dem Pflaster austreten. Die Prüfung erfolgt in einem zylindrischen Gefäß genormter Größe mit einem halbkugelförmigen Boden und einem Fassungsvolumen von 1 Liter, das mit einer definierten Menge einer geeigneten wässrigen Prüfflüssigkeit gefüllt wird. Die Temperatur wird auf 32 °C eingestellt, das auf einer Vorrichtung fixierte transdermale Pflaster eingebracht und die Konzentration des abgegebenen Wirkstoffes in der durch Agitation durchmischten Prüfflüssigkeit zu mehreren festgelegten Zeitpunkten gemessen.
Für die Fixierung des Pflasters oder – falls erforderlich und möglich – eines Pflasterzuschnitts sind drei Vorrichtungen beschrieben, die je nach Zusammensetzung, Form und Abmessungen des Pflasters wahlweise zum Einsatz kommen können.
- Freisetzungsscheibe: Das  transdermale Pflaster wird mit der wirkstoffhaltigen Seite nach oben auf eine Scheibe mit Drahtgewebe aus rostfreiem Stahl aufgebracht. Zu diesem Zweck darf man das Pflaster auf eine geeignete Größe zuschneiden, sofern es sich nicht um ein Membranpflaster handelt. Bei einem Membranpflaster wäre ein „dose-dumping“, das heißt die sofortige Freisetzung des gesamten Wirkstoffes, zu befürchten. Die Freisetzungsscheibe mit dem aufgeklebten Pflaster wird auf den Boden des Prüfgefäßes gelegt und die Prüfflüssigkeit mit einem Blattrührer bei einer definierten Umdrehungsgeschwindigkeit durchmischt (z. B. 100 Umdrehungen pro Minute). Vorgeschrieben ist ein Abstand von 25 mm zwischen der Unterseite des Rührblattes und der Oberseite des transdermalen Pflasters auf der Scheibe.

- Extraktionszelle: Die sogenannte Extraktionszelle besteht aus einer Halterung, einer Abdeckung mit einer zentralen Öffnung und, falls notwendig, aus einer Membran, die auf das Pflaster aufgebracht wird, um es von der Prüfflüssigkeit zu isolieren, falls diese die physikalisch-chemischen Eigenschaften des Pflasters verändern oder ungünstig beeinflussen kann. Nach dem Einspannen des Pflasters in die Extraktionszelle und Einbringen in das Prüfgefäß hält die Extraktionszelle das Pflaster flach mit der Freisetzungsseite nach oben und parallel zur Unterkante des Rührblatts, wobei ein Abstand von 25 mm zwischen der Unterseite des Rührblattes und der Oberfläche der Extraktionszelle einzuhalten ist. Die Prüfflüssigkeit wird mit einem Blattrührer bei einer definierten Umdrehungsgeschwindigkeit durchmischt.

- Rotierender Zylinder: Es wird die Blattrührerapparatur aus der Prüfung mit der Freisetzungsscheibe benutzt, aber anstelle des Rührblattes wird ein Zylinder aus rostfreiem Stahl eingesetzt. Das Pflaster wird mit der Freisetzungsseite nach außen auf den Zylinder aufgebracht, indem man es mit Kleber bestreicht oder mit  doppelseitigen Klebestreifen versieht und vorsichtig aufdrückt. Der Kleber oder die Klebestreifen dürfen die Wirkstofffreisetzung nicht beeinträchtigen und das Pflaster sollte den Zylinder umschließen. Der mit dem Pflaster versehene Zylinder wird in die Apparatur eingesetzt und sofort mit der festgelegten Umdrehungszahl in Rotation versetzt.

Zu mehreren festgelegten Zeitpunkten wird eine Probe aus dem Prüfgefäß gezogen und das entnommene Volumen gegebenenfalls ergänzt. Der Gehalt der Probe wird mittels einer geeigneten Analysenmethode gemessen.
Die Prüfung wird mit mehreren Pflastern durchgeführt.